# دهانه برخوردی

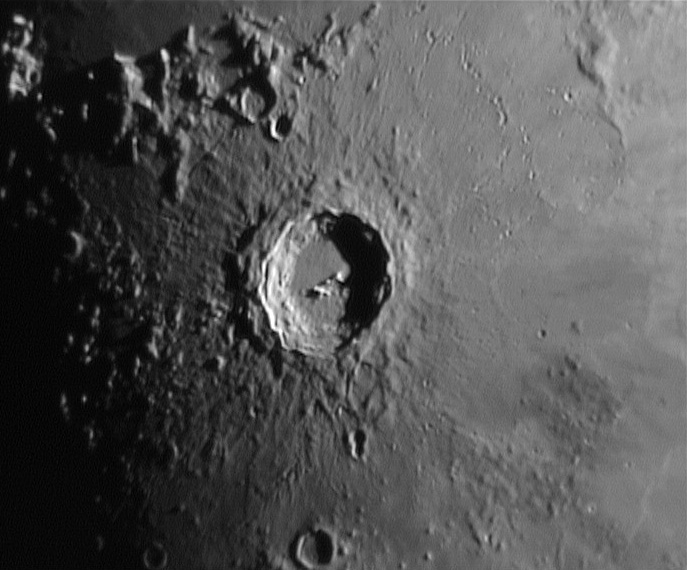
دهانهٔ برخوردی کوپرنیک بر سطح کرهٔ ماه

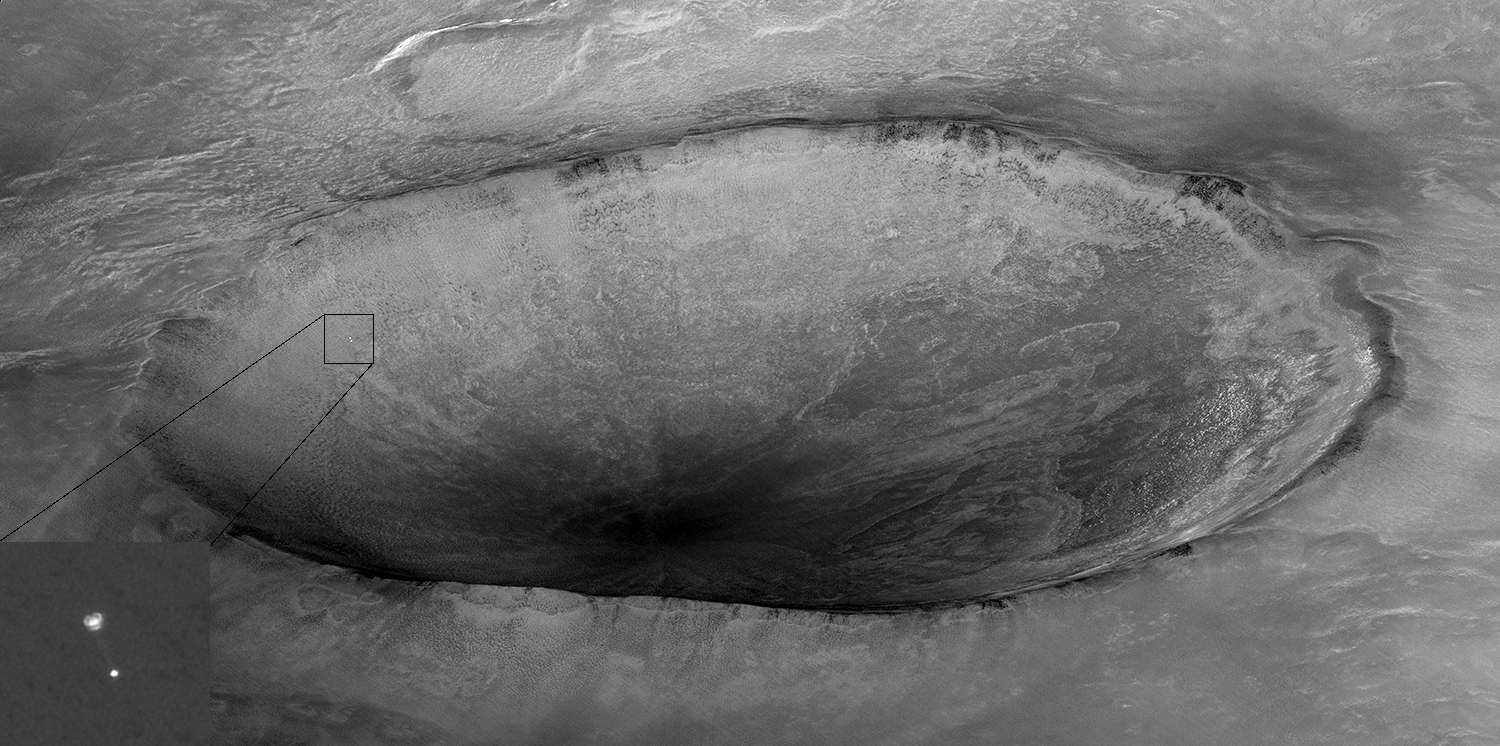
تصویر گرفته‌شده توسط مدارگرد شناسایی مریخ از دهانهٔ برخوردی هِیمدال؛ تصویر زمانی گرفته‌شده که کاوشگر فینکس با چتر نجات درحال فرود آمدن است؛ درحالی که به نظر می‌رسد که این کاوشگر در بالای دهانه است اما در کناره آن حدود ۲۰ کیلومتر فاصله دارد.

دهانهٔ برخوردی در ستاره‌شناسی به فرورفتگی، حفره یا گودالی در خاک اجرام آسمانی؛ از جمله زمین که در اثر برخورد شهاب‌سنگ پدید آمده باشد گفته می‌شود.
گونه‌ای دیگر از دهانه در خاک سیارات نیز وجود دارد که بر اثر فوران آتشفشانی پدید می‌آید.
در یک میلیارد سال نخست تاریخ سامانهٔ خورشیدی، بمباران بزرگی از شهاب‌سنگ‌ها در همهٔ سیاره‌ها رخ داده که دهانه‌های برخوردی نتیجهٔ این بمباران هستند. شیوهٔ دگرگونی این دهانه‌ها و مقدار فرسایش آن‌ها اطلاعات زیادی در مورد تاریخ تحولات و فعالیت‌های جغرافیایی سیارات به‌دست می‌دهد. برای نمونه، فرسوده بودن بیشتر دهانه‌های سیاره بهرام (مریخ) نشان‌دهندهٔ فعالیت زیاد زمین‌شناختی در این سیاره است.
دهانه‌های برخوردی عوارض جغرافیایی و زمین‌چهره‌های بسیار رایج در بسیاری از اجرام منظومه خورشیدی هستند؛ از آن جمله در ماه، عطارد، کالیستو، گانیمد و بیشتر ماه‌ها و سیارات کوچک. در دیگر سیارات و اقمار که فرایندهای زمین‌شناسی مانند فرسایش و جابه‌جایی صفحات زمینی در سطح آن‌ها فعال است دهانه برخوردی به مرور محو شده و کمتر دیده می‌شوند. زمین، زهره، مریخ، اروپا، آیو و تیتان نمونه‌هایی از این اجرام هستند. به دهانه‌های برخوردی فرسوده و دیگرگون شده اصطلاحاً ساختار برخوردی (Impact structure) می‌گویند.
پیشینه ی دهانه‌سازی در سطوح بسیار باستانی مانند عطارد، ماه، و ارتفاعات جنوب مریخ، نشان‌دهنده ی وجود یک دوره از بمباران‌های سنگین شهاب‌سنگی در محدوده ی درونی منظومه خورشیدی در حدود ۳٫۹ میلیارد سال پیش است.
از آن زمان، میزان تولید دهانه ی برخوردی بر روی زمین به‌طور قابل توجهی کمتر بوده‌است. از آن دوره به بعد کره زمین به‌طور میانگین هر یک‌میلیون سال، یک تا سه برخورد شهاب‌سنگی را تجربه می‌کند که اندازه ی آن‌ها برای ایجاد دهانه‌های ۲۰ کیلومتری کافی است. بررسی‌ها نشان می‌دهد که نسبت به آنچه که تاکنون کشف شده باید به مراتب تعداد بیشتری دهانه ی برخوردی نسبتاً جوان بر روی کره ی زمین وجود داشته باشد.
آهنگ و نرخ دهانه‌سازی در بخش درونی منظومه ی خورشیدی به میزان برخورد سیارک‌ها در کمربند سیارکی بستگی دارد و این برخوردها دسته‌هایی از پاره‌سنگ‌های بزرگی به‌وجود می‌آورند که به‌طور دسته‌جمعی به مناطق داخلی منظومه خورشیدی فرو می‌بارند.
باور بر این است که دسته‌ای از سیارک‌ها که دسته بپتیستینا نام‌گذاری شده و ۱۶۰ میلیون سال پیش به‌وجود آمده بوده باعث افزایش شدید تعداد برخوردها شده و شاید برخورد بزرگ به خلیج مکزیک که دهانه چیکشلوب (Chicxulub) نام دارد نیز بر اثر فعالیت همین دسته رخ داده‌باشد؛ برخورد شهاب‌سنگ به چیکشلوب همان برخورد بزرگی است که به احتمال بسیار زیاد موجب انقراض دایناسورها در ۶۶ میلیون سال پیش شده‌است.
اولین و تنها دهانه های برخوردی که در ایران کشف شده است، دهانه برخوردی یا گودال زیروکی در استان سیستان و بلوچستان می باشد.
| مراحل دهانه‌سازی بر اثر برخورد شهاب‌سنگ |
| ------------------------------------- |
|                                       |
|                                       |
|                                       |
|                                       |
|                                       |